# Aglaodiaptomus saskatchewanensis
Aglaodiaptomus saskatchewanensis is een eenoogkreeftjessoort uit de familie van de Diaptomidae. De wetenschappelijke naam van de soort is voor het eerst geldig gepubliceerd in 1958 door Wilson M.S..